# Copidosomopsis nacoleiae
Copidosomopsis nacoleiae är en stekelart som först beskrevs av Eady 1960.  Copidosomopsis nacoleiae ingår i släktet Copidosomopsis och familjen sköldlussteklar. Inga underarter finns listade i Catalogue of Life.